# 圣克鲁斯-迪萨利纳斯
圣克鲁斯-迪萨利纳斯（葡萄牙語：Santa Cruz de Salinas）是巴西米纳斯吉拉斯州的一个市镇。总面积587.268平方公里，总人口5192人，人口密度8.8人/平方公里。